# ACE Urban
ACE Urban – elektryczny samochód osobowy klasy miejskiej produkowany pod australijską marką ACE od 2022 roku.

## Historia i opis modelu
Oprócz niewielkich samochodów dostawczych Yewt i Cargo, australijski startup obierający za cel rozwój samochodów elektrycznych przedstawił w 2019 roku także mały samochód osobowy w postaci 3-drzwiowego hatchbacka ACE Urban. Podobnie jak pozostałe modele, samochód przyjął obłe proporcje z dwubarwnym malowaniem nadwozia i zadartą ku górze linią okien. Pojazd umożliwia transport do 4 osób.

### Sprzedaż
Rozpoczynając zbieranie zamówień w lutym 2021 roku, ACE Urban ma trafić do pierwszych klientów w Australii w połowie 2022 roku. Pojazd ma być produkowany, podobnie z innymi produktami przedsiębiorstwa, w Adelaide.

### Dane techniczne
Podobnie jak inne modele w gamie ACE, hatchback Urban ma umożliwiać zasięg od 150 do 200 kilometrów na jednym ładowaniu w zależności od stylu jazdy.